# 割线
割线是指与曲线至少交于两相异点的直线。当这两个点不断靠近，并重合为一个点时，这条直线就变成了这条曲线的切线。

## 割线与正割函数的关系

的正割是从到的距离.

在原点处建立单位圆，在{\displaystyle P(1,0)}处画单位圆的切线。从原点画一条与{\displaystyle x}轴夹角为{\displaystyle \theta }的割线，只要{\displaystyle \theta }不等于90度，割线与切线交于{\displaystyle Q}点。则{\displaystyle \theta }的正割等于原点到割线与切线交点的距离，即{\displaystyle \sec \theta ={\overline {OQ}}}。

## 与圆的割线相关的几何定理
- 圆幂定理